# Emanuel Barbara
Emanuel Barbara OFMCap (ur. 27 października 1949 w Gżirze, zm. 5 stycznia 2018 w Malindi) – maltański duchowny katolicki posługujący w Kenii, biskup diecezjalny Malindi w latach 2011–2018, a także administrator apostolski Mombasy 2013–2015.

## Życiorys
Święcenia kapłańskie otrzymał 20 lipca 1974 w zakonie kapucynów. Przez dziewięć lat pracował duszpastersko w zakonnych parafiach, a w latach 1983-1989 był ministrem prowincjalnym. W latach 1990–2008 przebywał w Kenii, pełniąc funkcje m.in. wykładowcy tamtejszych uczelni katolickich oraz wiceprowincjała. W 2008 powrócił na Maltę, a dwa lata później ponownie został przełożonym maltańskiej prowincji zakonnej.
9 lipca 2011 papież Benedykt XVI mianował go biskupem diecezjalnym Malindi. 1 października tego samego roku z rąk kardynała John Njue przyjął sakrę biskupią. 1 listopada 2013 na mocy decyzji papieża Franciszka przejął również obowiązki administratora apostolskiego Mombasy, które pełnił do 21 lutego 2015. Godność biskupa diecezjalnego Malindi pełnił do swojej śmierci.
Zmarł 5 stycznia 2018.